# Universal Media Disc
Universal Media Disc (UMD) — оптический накопитель, разработанный компанией Sony в 2004 году для использования в игровых приставках PlayStation Portable. Может вмещать до 1,8 ГБ данных, в частности: игры, видео- и аудиофайлы. В 2014 году от UMD-дисков отказались в пользу скачивания данных через сеть и продажи данных на флеш-накопителях.

## Технические характеристики
Спецификация диска описывается стандартом ECMA-365 «Data Interchange on 60 mm Read-Only ODC — Capacity: 1,8 Gbytes (UMD)».
- Размер: приблизительно 65 мм × 64 мм × 4,2 мм
- Ёмкость: 1,8 ГБ (двухслойный), 900 МБ (однослойный)
- Длина волны лазера: 660 нм (красный)
- Шифрование: 128-bit AES

## Игры

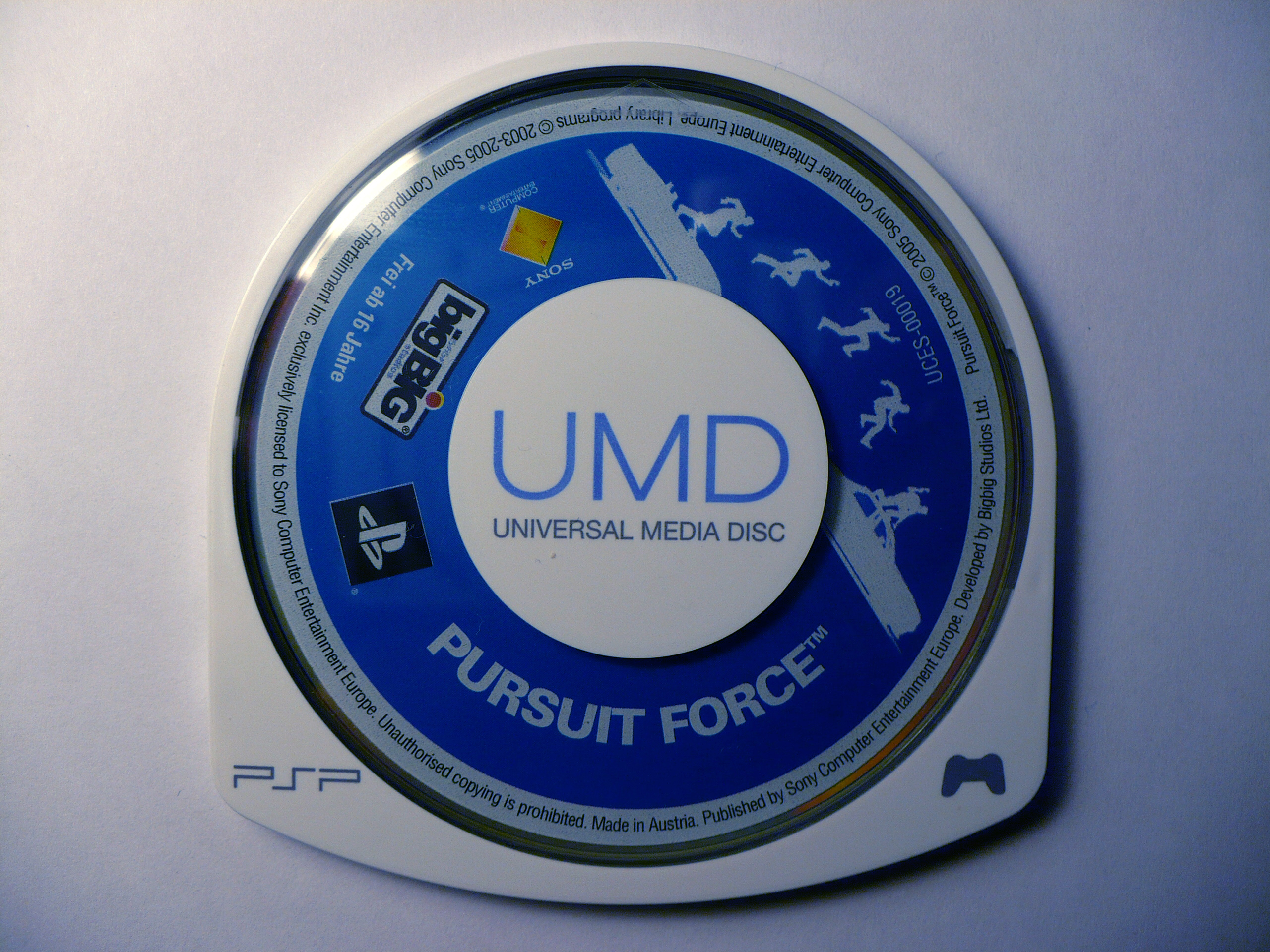
Диск с игрой Pursuit Force для PSP

В связи с распространением консоли PlayStation Portable UMD-диски с играми имели большие продажи. Например, по статистике, в США до 27 декабря 2007 года было продано 1,36 млн экземпляров игры Grand Theft Auto: Liberty City Stories.
В конце 2009 года Sony начала подталкивать разработчиков от формата UMD в сторону цифровой дистрибуции в PlayStation Network в рамках подготовки к запуску PSP Go, которая была первой и единственной моделью PSP, не включавшей UMD-привод. Однако продажи системы были слабыми по сравнению с предыдущими моделями, и большинство потребителей по-прежнему выбирало PSP-3000, которая имела UMD-привод, и которая продолжала продаваться наряду с PSP Go.
Несмотря на продвижение релизов на платформе PlayStation Network в связи с запуском PSP Go, более половины библиотеки PSP всё ещё было доступно только в формате UMD, включая такие игры, как Crisis Core: Final Fantasy VII и Kingdom Hearts Birth by Sleep. С момента запуска PSP Go было выпущено всего несколько исключительно цифровых релизов, например, LocoRoco Midnight Carnival. Тем не менее, большинство новых игр продолжало распространяться через UMD, и, за исключением тех, что были опубликованы SCE, не все были выпущены в PlayStation Network.
В 2011 году была выпущена PSP-E1000, бюджетная модель PSP с UMD-приводом, но без Wi-Fi (и, следовательно, без подключения к Интернету), которая является последней модификацией PlayStation Portable.

## Формат хранения видео

### Кодирование
Несмотря на то, что основное применение UMD-дисков — это хранение игр для PSP, формат также используется для хранения кинофильмов и, в меньшей степени, телевизионных шоу для воспроизведения на PSP. Видео закодировано в формате H.264, а аудио — в ATRAC3plus или PCM. Видео, хранящееся на UMD, обычно кодируется в разрешении 720×480, но при отображении на консоли масштабируется в меньшую сторону.

### Контент, выпускавшийся на UMD
На UMD было выпущено около 1500 фильмов (около 1000 являются общими для всех регионов и около 500 являются региональными эксклюзивами). Американская панк-рок-группа The Offspring выпустила свою полную коллекцию музыкальных клипов (англ. «Complete Music Video Collection») на UMD. BBC выпустила ряд своих программ на UMD в Великобритании, включая Офис, Майти Буш, Доктор Кто и Маленькая Британия. WWE также выпустила некоторые рестлерские нарезки и документальный контент на UMD-дисках.
Некоторые фильмы для взрослых были выпущены на UMD в Японии.

### Распространение

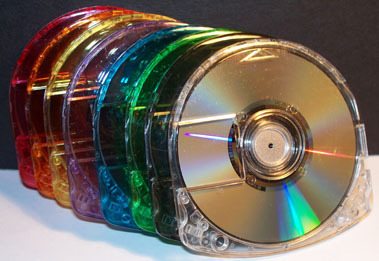
Сменные корпуса для UMD-дисков различных цветов

UMD-диски обладали большой емкостью и могли хранить достаточно качественный аудио/видеоконтент. Однако проприетарность формата и отсутствие средств записи и чистых носителей затруднили его внедрение. Формат UMD никогда не был реализован ни на одном устройстве, кроме PlayStation Portable — в результате рынок был очень ограничен по сравнению с другими форматами оптических носителей.
Покупателей, как правило, отпугивала высокая цена релизов на UMD, которые часто продавались по ценам, сопоставимым с DVD, но без дополнительного контента. Низкие продажи фильмов на UMD на ранних этапах существования формата привели к тому, что крупные студии, такие как Universal и Paramount, прекратили поддержку формата. Розничная поддержка формата столкнулась с аналогичными проблемами, и в 2006 году сеть Walmart начала постепенно сокращать количество мест на полках, отведенных для фильмов на UMD, вскоре за ними последовали и другие сети. К 2006 году большинство неспециализированных розничных магазинов перестало поставлять новые фильмы в формате UMD и больше не имело отдельного раздела, посвященного им.
В августе 2007 года компания Multimedia Recovery выпустила на рынок свои сменные корпуса для UMD-дисков после многочисленных жалоб владельцев PlayStation Portable на то, что внешний корпус дисков трескается или разваливается на части из-за плохого дизайна, вследствие чего он становится нечитаемым, будучи вставленным в консоль.
Начиная с 2011 года на UMD больше не выпускаются фильмы. В 2014 году прекратился выпуск PlayStation Portable, из-за чего формат UMD перестал поддерживаться окончательно.

## Региональная защита
Большинство UMD с музыкой и видеоконтентом использует код региональной защиты, применяемый также для DVD. С другой стороны, диски с играми обычно не имеют регионального кодирования.
| Код | Регионы                                                                                                |
| --- | --- |
| 0   | Универсальные диски                                                                                    |
| 1   | США и их островные территории, Канада, Латинская Америка                                               |
| 2   | Европейский союз, Египет, Ближний Восток, Япония, Южная Африка, заморские владения Франции, Гренландия |
| 3   | Тайвань, Южная Корея, Филиппины, Индонезия, Гонконг                                                    |
| 4   | Австралия, Новая Зеландия, острова Тихого океана                                                       |
| 5   | Россия, Восточная Европа, Монголия, Северная Корея, Пакистан, Индия, Казахстан, большая часть Африки   |
| 6   | Континентальный Китай                                                                                  |